# Victor Montagu

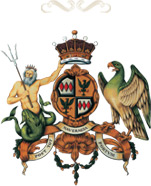
Hrabia Sandwich

Alexander Victor Edward Paulet Montagu (ur. 22 maja 1906, zm. 25 lutego 1995) – brytyjski arystokrata i polityk, najstarszy syn George’a Montagu, 9. hrabiego Sandwich i Alberty Sturges, córki Williama Sturgesa. Kształcił się w Eton College i oksfordzkim Trinity College. Służył w 5. Batalione Regimentu z Northamptonshire w randze porucznika.
Ukończył Eton College i Trinity College na Uniwersytecie Cambridge . 
Karierę polityczną rozpoczął jako sekretarz Lorda Przewodniczącego Rady Stanleya Baldwina w latach 1932–1934. W 1935 roku był skarbnikiem Junior Imperial League.
W 1940 r. przez krótki czas służył w armii w trakcie kampanii francuskiej. W następnym roku został wybrany do Parlamentu z okręgu South Dorset. Był radykalnym, ale pozbawionym szerszego poparcia deputowanym z ramienia konserwatystów. W 1943 r. założył Tory Reform Committee i przez rok był jego przewodniczącym. W tym czasie napisał Essays in Tory Reform, w którym protestował przeciwko zbyt daleko, jego zdaniem, idącej liberalizacji Partii Konserwatywnej.
W 1962 r. odziedziczył tytuł 10. hrabiego Sandwich i musiał zamienić miejsce w Izbie Gmin na miejsce w Izbie Lordów. W 1964 r. zrezygnował z tytułu hrabiowskiego, ale nie powrócił do niższej izby Parlamentu. W latach 1962–1984 był prezesem Anti-Common Market League. W 1964 r. dołączył do konserwatywnego Monday Club. W 1970 r. wydał kolejną książkę The Conservative Dilemma.
W 1934 r. poślubił Maud Rosemary Peto (ur. 29 marca 1916), córkę majora Ralpha Hardinga Peto. Victor i Maud mieli razem syna i córkę:
- John Edward Hollister Montagu (ur. 11 kwietnia 1943), 11. hrabia Sandwich
- Katherine Victoria Montagu (ur. 22 lutego 1945), żona Nicolasa Victora Honloke'a, ma dzieci

Pierwsze małżeństwo Montagu zakończyło się rozwodem w 1962 r. Następnie, 7 czerwca 1962 r. poślubił lady Anne Cavendish (ur. 20 sierpnia 1909), córkę Victora Cavendisha, 9. księcia Devonshire i lady Evelyn FitzMaurice, córki 5. markiza Lansdowne. Małżeństwo to nie doczekało się potomstwa i zakończyło się rozwodem w 1965 r.